# MV Dali
Pour les articles homonymes, voir Dali.
Le Dali est un porte-conteneurs immatriculé à Singapour, construit en 2015 en Corée du Sud par Hyundai Heavy Industries.

## Construction
La construction du MV Dali, enregistré à Majuro aux îles Marshall, débute en 2014 au chantier naval d'Ulsan de la HD Hyundai Heavy Industries en Corée du Sud. Lui et son navire-jumeau Cezanne sont livrés à leur propriétaire Oceanbulk Maritime SA au début de 2015. Ils tiennent leurs noms des peintres Salvador Dalí et Paul Cézanne.

## Historique
Le 11 juillet 2016, le Dali, affrété par Maersk, entre en collision avec le poste d'amarrage du terminal à conteneurs du port d'Anvers, en Belgique. La poupe et le tableau arrière sont fortement endommagés. Le poste d'amarrage est fermé aux opérations de manutention du fret pour être réparé. Aucun blessé ni pollution de l’eau ne sont à signaler.

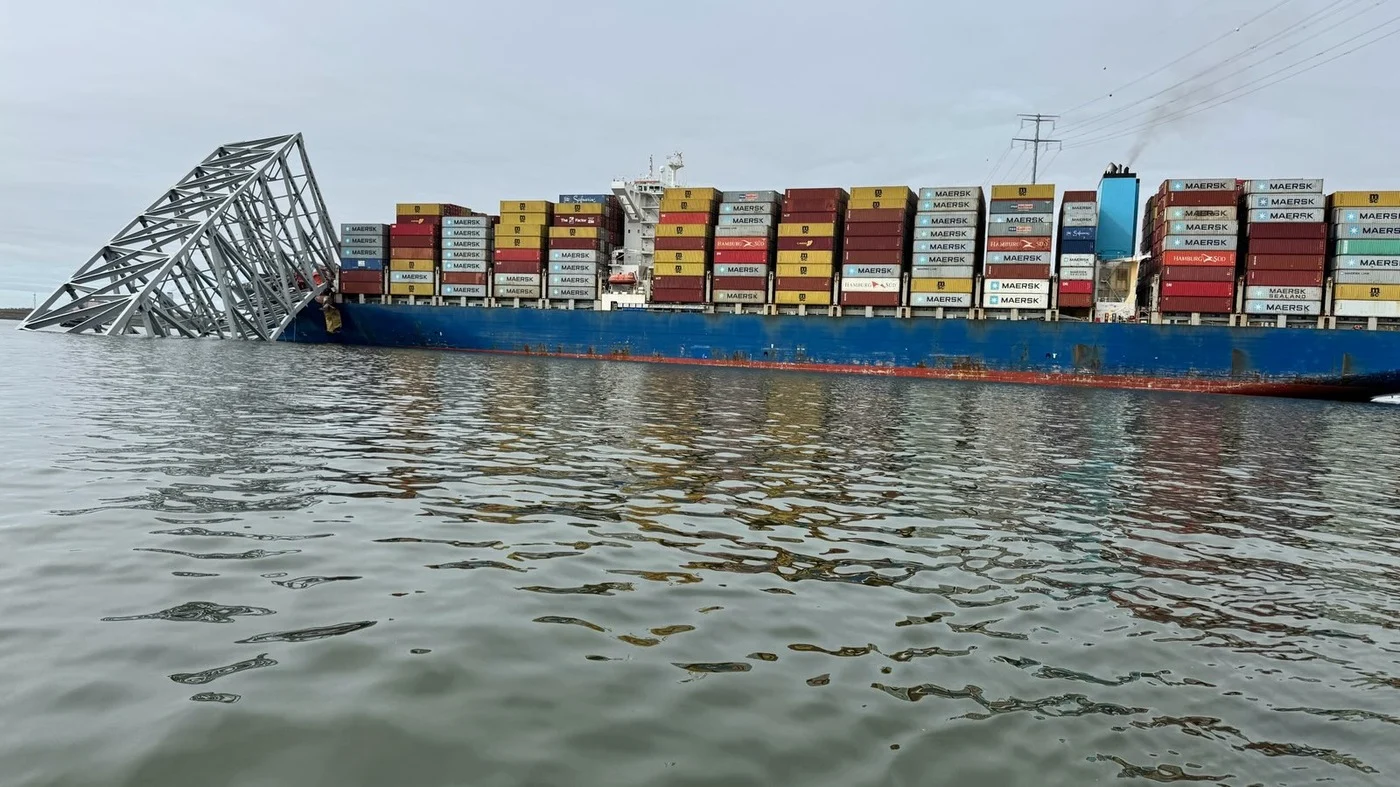
Le Dali et les restes du pont Francis-Scott-Key le 27 mars 2024.

Le 26 mars 2024, alors qu'il entreprend un voyage vers Colombo (Sri Lanka) depuis Baltimore (États-Unis), le navire subit une avarie électrique momentanée peu après avoir quitté le port américain, entraînant la perte de la propulsion et de la manœuvrabilité. Désemparé, le navire heurte une des piles en béton du pont Francis-Scott-Key, ce qui provoque l'effondrement de l'ouvrage en quelques secondes.
Le 17 avril 2024, Grace Ocean Private a déposé une déclaration d'avarie commune pour obliger les propriétaires de cargos à couvrir une partie des frais de sauvetage.
Le 14 mai 2024, le National Transportation Safety Board (NTSB) publie un rapport préliminaire examinant toutes les causes possibles de l'accident.
Les parties effondrées du pont sont séparées du navire le 13 mai avec des explosifs. Une semaine plus tard, les autorités le font remorquer jusqu'à son amarrage au terminal maritime Seagirt de Baltimore, pour inspection, évaluation et enlèvement des débris restants. Le Dali arrive à Hampton Roads le 25 juin 2024 pour un déchargement de sa cargaison afin de commencer les réparations prévues,.

## Galerie

Le Dali en septembre 2018
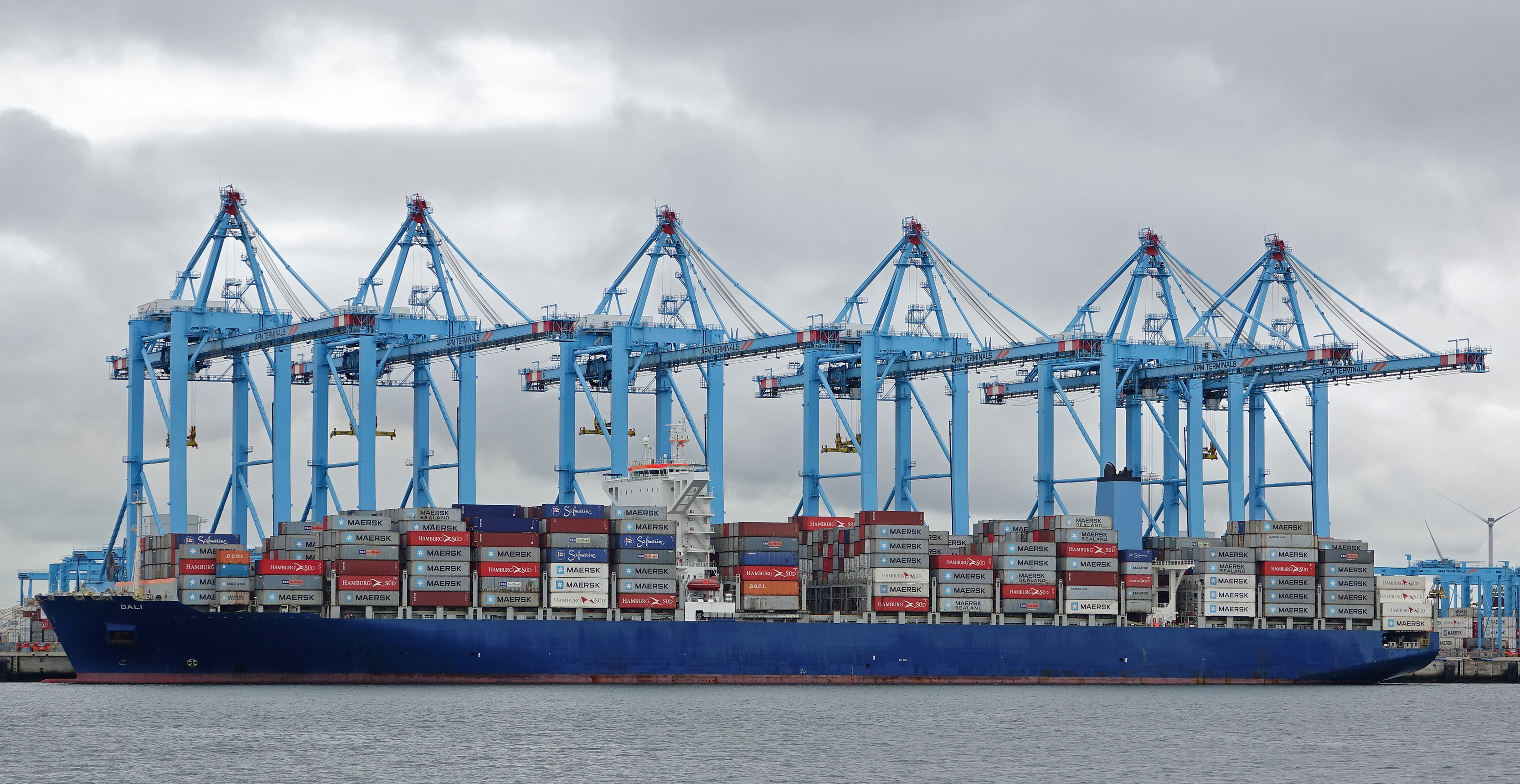